# Blossia rooica
Blossia rooica är en spindeldjursart som beskrevs av Robert A.Wharton 1981. Blossia rooica ingår i släktet Blossia och familjen Daesiidae. Inga underarter finns listade.